# مارسل مونتیل
مارسل مونتیل (انگلیسی: Marcelle Monthil; ۸ ژوئن ۱۸۹۲ – ۸ نوامبر ۱۹۵۰) بازیگر تئاتر و بازیگر سینما اهل کشور فرانسه بود. او  در موناکو به دنیا آمد و در پاریس درگذشت.
از فیلم‌هایی که وی در آنها نقش داشته‌است می‌توان به بچه‌های بهشت، سه تفنگدار و زنده یا مرده اشاره کرد.